# فابریکه دی والیکو
فابریکه دی والیکو (به ایتالیایی: Fabbriche di Vallico) یک کومونه در ایتالیا است که در استان لوکا واقع شده‌است.

## خصوصیات
فابریکه دی والیکو ۱۵٫۵ کیلومترمربع مساحت و ۵۲۰ نفر جمعیت دارد و ۳۴۹ متر بالاتر از سطح دریا واقع شده‌است.